# Finnische Leichtathletik-Meisterschaften 1908
Die Finnischen Leichtathletik-Meisterschaften 1908 (finnisch Yleisurheilun Suomen-mestaruuskilpailut 1908) fanden am 29. und 30. August 1908 in Kuopio statt.

## Ergebnisse

### Herren
| Disziplin                   | Gold                | Gold        | Silber            | Silber      | Bronze              | Bronze      |
| --------------------------- | ------------------- | ----------- | ----------------- | ----------- | ------------------- | ----------- |
| 100 m                       | Aarne Kumlin        | 12,0 s      | Eino Wallenius    | 12,1 s      | Petter Mattsson     | 12,2 s      |
| 400 m                       | Petter Mattsson     | 57,4 s      | Arvid Björklund   | 58,7 s      | Paavo Lindholm      | 59,2 s      |
| 1500 m                      | Viljami Kolehmainen | 4:32,8 min  | P. Niskanen       | 4:45,0 min  | Antti Väänänen      | 4:47,5 min  |
| 10.000 m                    | Hannes Kolehmainen  | 34:22,2 min | Tatu Kolehmainen  | 34:22,4 min | Viljami Kolehmainen | 34:28,1 min |
| 110 m Hürden                | Arvid Björklund     | 19,0 s      | Paavo Lindholm    | 19,4 s      | Tatu Sorjonen       | 19,4 s      |
| Laufmeister                 | Petter Mattsson     | 296,87      | Paavo Lindholm    | 294,90      | Arvid Björklund     | 294,53      |
| Meilengehen                 | Oscar Larsson       | 7:43,1 min  |                   |             |                     |             |
| 5000 m Gehen                | Oscar Larsson       | 25:25,4 min |                   |             |                     |             |
| Hochsprung kombiniert 1     | Santeri Sahlström   | 2,90 m      | Einar Sahlstein   | 2,90 m      | Mikko Holm          | 2,85 m      |
| Stabhochsprung kombiniert 1 | Santeri Sahlström   | 5,15 m      | Einar Sahlstein   | 5,10 m      | Mikko Holm          | 5,05 m      |
| Weitsprung kombiniert 1     | Petter Mattsson     | 11,28 m     | Einar Sahlstein   | 11,18 m     | Kalle Tikkanen      | 11,13 m     |
| Dreisprung                  | Eino Wallenius      | 12,07 m     | Paavo Lindholm    | 12,00 m     | Arvid Björklund     | 11,89 m     |
| Sprungmeister               | Einar Sahlstein     | 329,33      | Santeri Sahlström | 326,82      | Mikko Holm          | 323,63      |
| Kugelstoßen kombiniert 1    | Mikko Holm          | 22,45 m     | Ilmari Keinänen   | 21,05 m     | Aarne Kumlin        | 19,90 m     |
| Diskuswerfen kombiniert 1   | Lauri Castren       | 65,64 m     | Kalle Haara       | 60,65 m     | Ilmari Keinänen     | 59,93 m     |
| Speerwerfen kombiniert 1    | Einar Sahlstein     | 78,54 m     | Kalle Tikkanen    | 74,01 m     | Eetu Pulliainen     | 73,29 m     |
| Wurfmeister                 | Mikko Holm          | 237,94      | Ilmari Keinänen   | 235,44      | Einar Sahlstein     | 232,21      |
| Zehnkampf 2                 | Mikko Holm          | 832,60      | Einar Sahlstein   | 819,67      | Tatu Sorjonen       | 808,58      |